# 카를 체르니

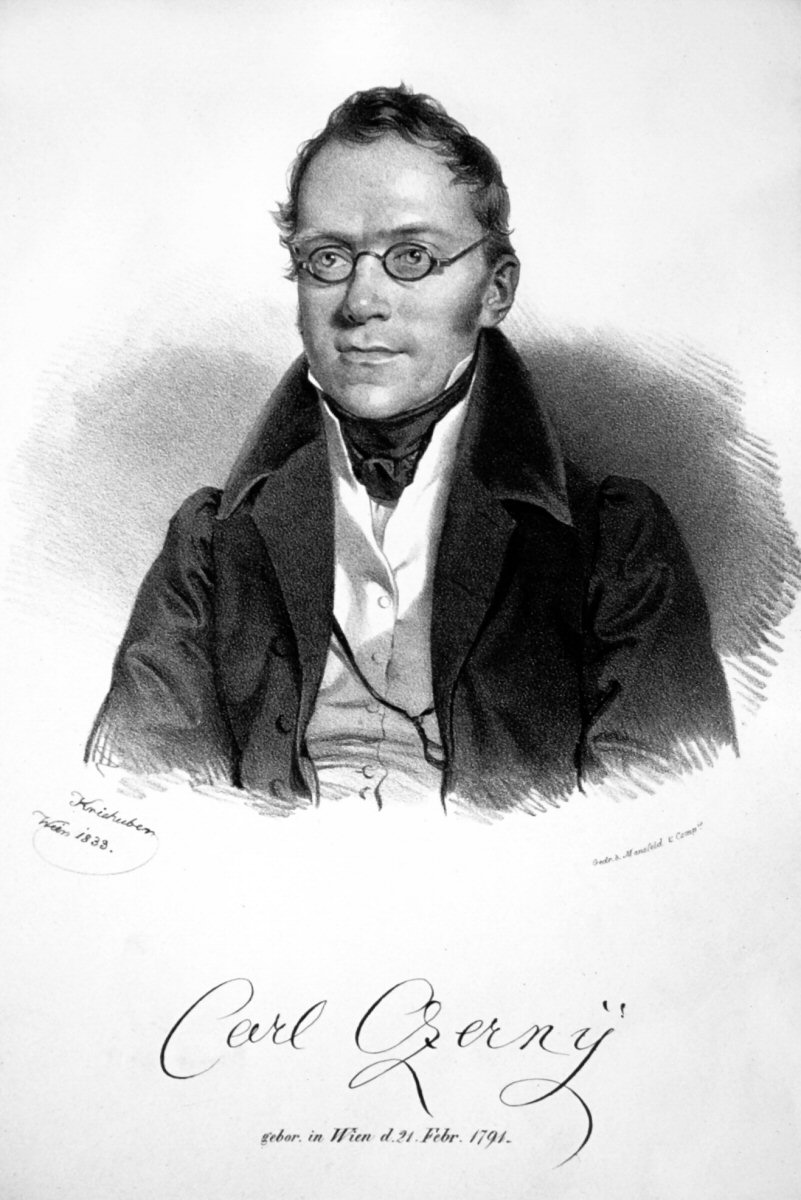
카를 체르니

카를 체르니(독일어: Carl Czerny, 1791년 2월 21일 ~ 1857년 7월 15일)는 오스트리아의 피아니스트, 교사이자 작곡가다. 그의 제자로는 프란츠 리스트 등이 있다. 그의 이름을 딴 피아노 교본으로 유명하다. 체르니 100, 체르니 30, 체르니 40이 대표적이다. 체르니는 체르니 24, 체르니 50 등으로 여러 종류이다.
그는 세 살때부터 아버지 벤젤 체르니 에게서 피아노를 배우기 시작하여 열 살이 되어서는 유명한 작곡가의 작품을 외워서 연주할 만큼 뛰어난 재능을 보였다. 그는 베토벤의 제자로서 피아노와 작곡을 배웠으며 15살부터 자신 또한 남을 가르치기 시작하여 훗날 피아노의 거장이 된 리스트를 비롯한 훌륭한 음악가들을 많이 길러 냈다.

## 생애
빈에서 태어난 후 처음에 보헤미아(체코) 출신인 아버지로부터 피아노를 배웠고, 곧 두각을 나타내어 루트비히 판 베토벤의 제자가 되었다. 1800년 첫 연주회로 볼프강 아마데우스 모차르트의 피아노 협주곡을 연주했고, 1812년 베토벤의 황제 협주곡을 연주해 호평을 받았다.
그 후로는 주로 피아노 연주자보다는 피아노 교사로 이름을 널리 알렸다. 프란츠 리스트도 그의 유명한 제자 중 하나이다. 작곡가로는 1000개에 달하는 많은 작품을 남겼으며, 그 분야도 매우 다양하나, 주로 피아노곡이 알려져 있다. 연습곡이 특히 유명한데, 그 중에서 작품번호 139번, 849번, 299번, 740번은 대한민국에서 각각 체르니 100번·30번·40번·50번으로 알려진 것으로 대한민국에서는 피아노 학습에서 필수적인 곡으로 여겨지고 있다. 체르니 60권·70권·110번·160권도 있지만 잘 알려지지 않았다. 오르간을 위한 작품과 6개의 교향곡, 협주곡 등도 남겼으며, 독실한 가톨릭 신자로 많은 종교 음악도 남겼으나, 이들은 거의 알려지지 않고 있다.

## 작품목록

### 교향곡
- 교향곡 1번 다단조 Op.780
- 교향곡 2번 라장조 Op.781
- 교향곡 3번 다장조
- 교향곡 4번 라단조
- 교향곡 5번 내림마장조
- 교향곡 6번 사단조

### 협주곡
- 피아노 협주곡 1번 라단조 (1811–12)
- 피아노 협주곡 2번 내림마장조 (1812-14)
- 피아노 협주곡 바장조 Op.28 (마우로 줄리아니의 기타 협주곡 3번의 편곡)
- 피아노 협주곡 3번 다장조 Op.78
- 피아노 협주곡 4번 가단조 Op.214
- 피아노 소협주곡 1번 다장조 Op.210
- 피아노 소협주곡 2번 다장조 Op.650
- 네 손을 위한 피아노 협주곡 다장조 Op.153